# José de Borda y Echeverría
José Antonio de Borda y Echeverría (Lima, 31 de mayo de 1699 - ), jurista y contador criollo que ejerció importantes cargos administrativos y académicos en el Virreinato del Perú. Rector de la Universidad de San Marcos.

## Biografía
Sus padres fueron el pamplonés Gabriel de Borda y Urrutegui, y la limeña María Josefa de Echeverría Caballero. Inició sus estudios en el Real Colegio de San Martín (1712) y los continuó en la Universidad de San Marcos, donde obtuvo el grado de Doctor en Leyes. Nombrado contador mayor del Tribunal de Cuentas (1719), fue comisionado para efectuar la visita de las Cajas Reales de Potosí.
De regreso a Lima, fue elegido rector de la Universidad (1730). Reconocido como el contador más antiguo, ejerció el cargo de regente del Tribunal de Cuentas (1746).

## Matrimonio y descendencia
Contrajo matrimonio en Oruro, el 10 de agosto de 1728, con María Ángela de Orozco y Peralta, con la cual tuvo a:
- José Antonio de Borda y Orozco, poeta y alcalde ordinario de Lima.

| Predecesor: Ignacio Blasco y Moneva | Rector de la Universidad de San Marcos 1730 - 1733 | Sucesor: Fernando de Beingolea |